# Szürkefülű mézevő
A szürkefülű mézevő (Lichmera incana) a madarak osztályának verébalakúak (Passeriformes) rendjébe és a mézevőfélék (Meliphagidae) családjába tartozó faj.

## Rendszerezése
A fajt John Latham angol ornitológus írta le 1790-ben, a Certhia nembe Certhia incana néven.

## Alfajai
- Lichmera incana flavotincta (G. R. Gray, 1870)
- Lichmera incana griseoviridis Salomonsen, 1966
- Lichmera incana incana (Latham, 1790)
- Lichmera incana mareensis Salomonsen, 1966
- Lichmera incana poliotis (G. R. Gray, 1859)[2]

## Előfordulása
A Csendes-óceán délnyugati részén, Új-Kaledónia és Vanuatu területén honos. Természetes élőhelyei a szubtrópusi és trópusi síkvidéki esőerdők, mangroveerdők, szavannák és cserjések, valamint vidéki kertek.

## Megjelenése
Testhossza 17 centiméter. Tollazata sötétbarna.

## Életmódja
Tápláléka nektárból és pollenből áll, de megeszi a rovarokkat és a pókokat is.

## Természetvédelmi helyzete
Az elterjedési területe nem nagy, egyedszáma viszont stabil. A Természetvédelmi Világszövetség Vörös listáján nem fenyegetett fajként szerepel.

## További információ
- Képek az interneten a fajról
- Internet Bird Collection - videók a fajról
- Xeno-canto.org - a faj hangja és elterjedési térképe